# Sestrunj
Sestrunj (italsky Sestrugno) je chorvatský ostrov v Jaderském moři. Nachází se mezi ostrovy Ugljan, Rivanj a Dugi Otok. Jde o poměrně malý ostrov, jeho rozloha je 15,4 km2. Počet obyvatel je 48 (údaje z roku 2011). Na ostrově je jen jediná stejnojmenná obec, Sestrunj, která se nachází ve vnitrozemí.

## Popis
Ostrov je částečně pokryt makchiovými křovinami a lesy. Mezi hlavní průmyslová odvětví patří zemědělství a rybolov.